# Harmothoe johnstoni
Harmothoe johnstoni är en ringmaskart som först beskrevs av McIntosh 1876.  Harmothoe johnstoni ingår i släktet Harmothoe och familjen Polynoidae. Arten har ej påträffats i Sverige. Inga underarter finns listade i Catalogue of Life.